# Saint-Georges-le-Fléchard
Saint-Georges-le-Fléchard település Franciaországban, Mayenne megyében. Lakosainak száma 378 fő (2022. január 1.). Saint-Georges-le-Fléchard Soulgé-sur-Ouette, La Bazouge-de-Chemeré, Bazougers és Vaiges községekkel határos.

## Népesség
A település népessége az elmúlt években az alábbi módon változott:
| Lakosok száma | 200  | 152  | 189  | 300  | 404  | 416  | 418  | 392  | 380  | 378  |
|               | 1968 | 1982 | 1990 | 2006 | 2013 | 2015 | 2017 | 2019 | 2020 | 2022 |